# Dési Bouterse
Dési Bouterse, celým jménem Desiré Delano Bouterse (13. října 1945 Domburg – 23. prosince 2024) byl surinamský politik a bývalý armádní důstojník, lídr Národní demokratické strany, v letech 2010 až 2020 prezident země.
Narodil se v distriktu Wanica v rodině s indiánskými, africkými, čínskými, francouzskými a nizozemskými kořeny. Střední školu v Paramaribu nedokončil a roku 1968 odešel do Nizozemska, kde sloužil v armádě. Po vyhlášení surinamské nezávislosti v roce 1975 se vrátil do země a podílel se na vybudování jejího vojska, dosáhl hodnosti seržanta. V roce 1980 stál v čele Národní vojenské rady, která svrhla premiéra Hancka Arrona a zavedla vojenskou diktaturu, orientující se v zahraniční politice na Kubu. Byla zakázána činnost politických stran a civilní hlavy státu Hendrick Chin A Sen a Fred Ramdat Misier byly v rozhodování závislé na Boutersem jako faktickém vládci. V roce 1987 byla vládnoucí junta rozpuštěna a započal přechod země k demokracii. Nově zvolený prezident Ramsewak Shankar se snažil o lepší vztahy s Nizozemskem a dostal se proto do konfliktu s Boutersem, který ho v prosinci 1990 sesadil tzv. telefonním převratem. Po zákroku holandské vlády, která vyhlásila sankce proti Surinamu, byl však nakonec donucen předat moc do rukou civilistů. 
Od roku 2000 byl Bouterse poslancem za opoziční Národní demokratickou stranu. V roce 2010 zformoval koalici Megacombinatie, která vyhrála volby; Bouterse se stal předsedou vlády, 19. července 2010 ho parlament zvolil prezidentem a 12. srpna t. r. se ujal funkce. Svůj mandát potvrdil také v dalších volbách, které se konaly roku 2015.
V mnoha zemích je Dési Bouterse persona non grata pro svůj podíl na represích vojenského režimu – připomínáno je především zavraždění patnácti opozičních předáků v prosinci 1982 a masakr vzbouřenců z etnika Maroonů, k němuž došlo 29. listopadu 1986 ve vesnici Moiwana. V roce 2012 vydal Bouterse zákon, který zastavil veškeré stíhání zločinů spáchaných v době vojenské vlády, což vedlo k rozsáhlým protestům. Bouterse je také podezříván z účasti na organizovaném zločinu. V roce 1999 byl v Nizozemsku odsouzen v nepřítomnosti k jedenáctiletému vězení za pašování kokainu. Jeho kriminální aktivity potvrdil také server WikiLeaks. Bouterse se jako hlava státu těší diplomatické imunitě, za obchodování s drogami byl však v USA uvězněn jeho syn Dino Bouterse. Prezident všechna obvinění označuje za spiknutí, jehož cílem je obnovit kontrolu někdejších koloniálních vládců nad Surinamem. K vymezování se vůči Nizozemsku patří i podpora používání kreolského jazyka Sranan Tongo.  